# Ostrog kolostor

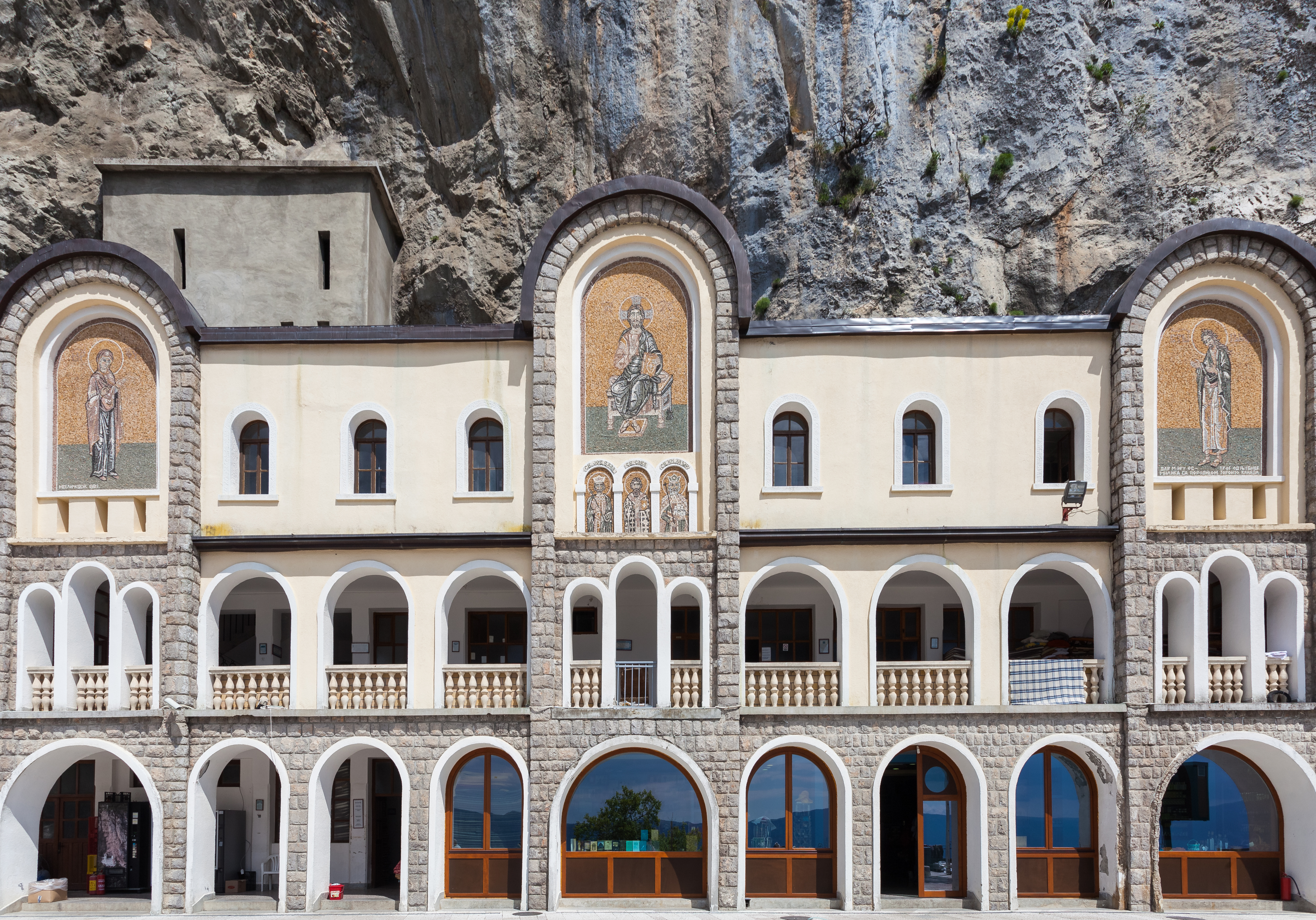
A kolostor alsó temploma

Az Ostrog kolostor (szerbül Manastir Ostrog, cirill betűkkel Манастир Острог) szerb ortodox templom Montenegróban, magasan, egy hegybe építve. A legnépszerűbb zarándokhely Montenegróban, és az egyik leglátogatottabb templom a Balkánon. A világ minden részéről keresik fel hívők. A zarándokok szerint, aki itt imádkozott, kevesebb gondja lett az életben, vagy meggyógyult.

## Története
A 17. században Bosznia-Hercegovina püspöke, Ostrogi Szent Vazul alapította. Itt is halt meg 1671-ben. Testét ma is a kolostorban őrzik, egy ereklyetartóban. 1923–26 között felújítások folytak, miután a nagy részét tűzvész pusztította el. A freskók eredetiek, a 17. századból valók.

## Fordítás
- Ez a szócikk részben vagy egészben  az   Ostrog monastery című angol Wikipédia-szócikk ezen változatának fordításán alapul.  Az eredeti cikk szerkesztőit annak laptörténete sorolja fel. Ez a jelzés csupán a megfogalmazás eredetét és a szerzői jogokat jelzi, nem szolgál a cikkben szereplő információk forrásmegjelöléseként.